# Hartvig Nissens skole
Hartvig Nissens skole (oprindeligt Nissens Pigeskole, normalt kaldet »Nissen«) er et gymnasium i Uranienborg på Frogner i Oslo, med adressen Niels Juels gate 56. Skolen blev grundlagt i 1849 af Hartvig Nissen og var oprindeligt en privat pigeskole beregnet på det højere borgerskab. Skolen er Oslos næstældste gymnasium efter Katedralskolen, og Norges ældste højere skole for piger. Blandt skolens tidligere elever er mange kendte personer og to medlemmer af kongefamilien, prinsesserne Astrid og Ragnhild.
Skolen var frem til 1903 ejet af sine bestyrere, Hartvig Nissen, Einar Lyche, Johan Carl Keyser, Bernhard Pauss og Andreas Martin Corneliussen. Den blev i 1903 solgt til ejerne af naboskolen Frogner skole, og i 1918/1919 blev både Hartvig Nissens skole og Frogner skole solgt til kommunen. Skolens navn Nissens Pigeskole blev forandret til Nissens Pikeskole i tråd med den nye retskrivning i 1907. Efter at drenge havde fået adgang i 1955 blev navnet i 1963 forandret til Hartvig Nissens skole.
Nissens Pigeskole var den første realskole og gymnasium i Norge hvor piger havde adgang. Skolen omfattede også Nissens Pigeskoles Seminarium, senere kaldt Kristiania lærerskole, der var den første og frem til 1882 den eneste højere uddannelsesinstitution i Norge der var åben for kvinder.
Tv-serien Skam finder sted på Hartvig Nissens skole. Nissen (af drengenavnet Nis) er et jysk navn; Hartvig Nissens familie stammer fra Fredericia.
Skolen holdt fra 1849 til 1860 til i Rosenkrantz' Gade 7 og fra 1860 til 1899 i Øvere Voldgade 15 i Kvadraturen i det centrale Oslo. Den daværende ejer-bestyrer Bernhard Pauss fik opført den nuværende skolebygning i Niels Juels Gade 56 på Uranienborg, et kvarter på Frogner, hvor skolen flyttede ind i 1899. I 1991 overtog skolen også bygningen til de tidligere naboskoler, Frogner skole og Haagaas skole, i Niels Juels gade 52.
Skolen blev den første skole i Norge, hvor der oprettedes et elevråd. Dette skete d. 6. marts 1919.